# Saint-Pierre-en-Val
Saint-Pierre-en-Val é uma comuna francesa na região administrativa da Normandia, no departamento de Sena Marítimo. Estende-se por uma área de 7,7 km². Em 2010 a comuna tinha 1 112 habitantes (densidade: 144,4 hab./km²).